# Bora Bora (singolo)
Bora Bora è un singolo del gruppo musicale italiano La Rappresentante di Lista, pubblicato il 1º febbraio 2017 come terzo estratto dal secondo album in studio Bu Bu Sad.

## Descrizione
Il testo della canzone parla di una donna che vuole vendicarsi ma, rimandando costantemente la sua vendetta, viene travolta dalla stessa, imprevedibile come il vento della bora. Dario Mangiaracina ha proposto in un'intervista la stessa spiegazione del brano:

## Video musicale
Il video, realizzato da Ruben Monterosso e Federico Savonitto e ideato da Erika Lucchesi, è stato pubblicato il 7 marzo 2016 attraverso il canale YouTube della Garrincha Dischi.

## Tracce
Testi e musiche di Veronica Lucchesi e Dario Mangiaracina.
1. Bora Bora – 4:16

## Formazione
Gruppo
- Veronica Lucchesi – voce, cori, sintetizzatore, percussioni
- Dario Mangiaracina – guitalele, pianoforte, fisarmonica, Farfisa, sintetizzatore, cori

Altri musicisti
- Enrico Roberto – arrangiamento aggiuntivo, MS20, OP-1, cori
- Roberto Cammarata – programmazione, basso, Virus, Minibrute, cori, dita
- Matteo Costa Romagnoli – programmazione, cori
- Francesco Brini – batteria, percussioni
- Enrico Lupi – tromba, flicorno soprano, sintetizzatore
- Giuseppe Durante – basso tuba
- Nicola "Hyppo" Roda – programmazione, cori
- Angelo Di Mino – strumenti ad arco e violoncello

Produzione
- Roberto Cammarata – produzione artistica
- Matteo Romagnoli – produzione artistica
- La Rappresentante di Lista – produzione artistica
- Nicola "Hyppo" Roda – registrazione, missaggio
- Francesco Brini – mastering